# كانون 1300 دي

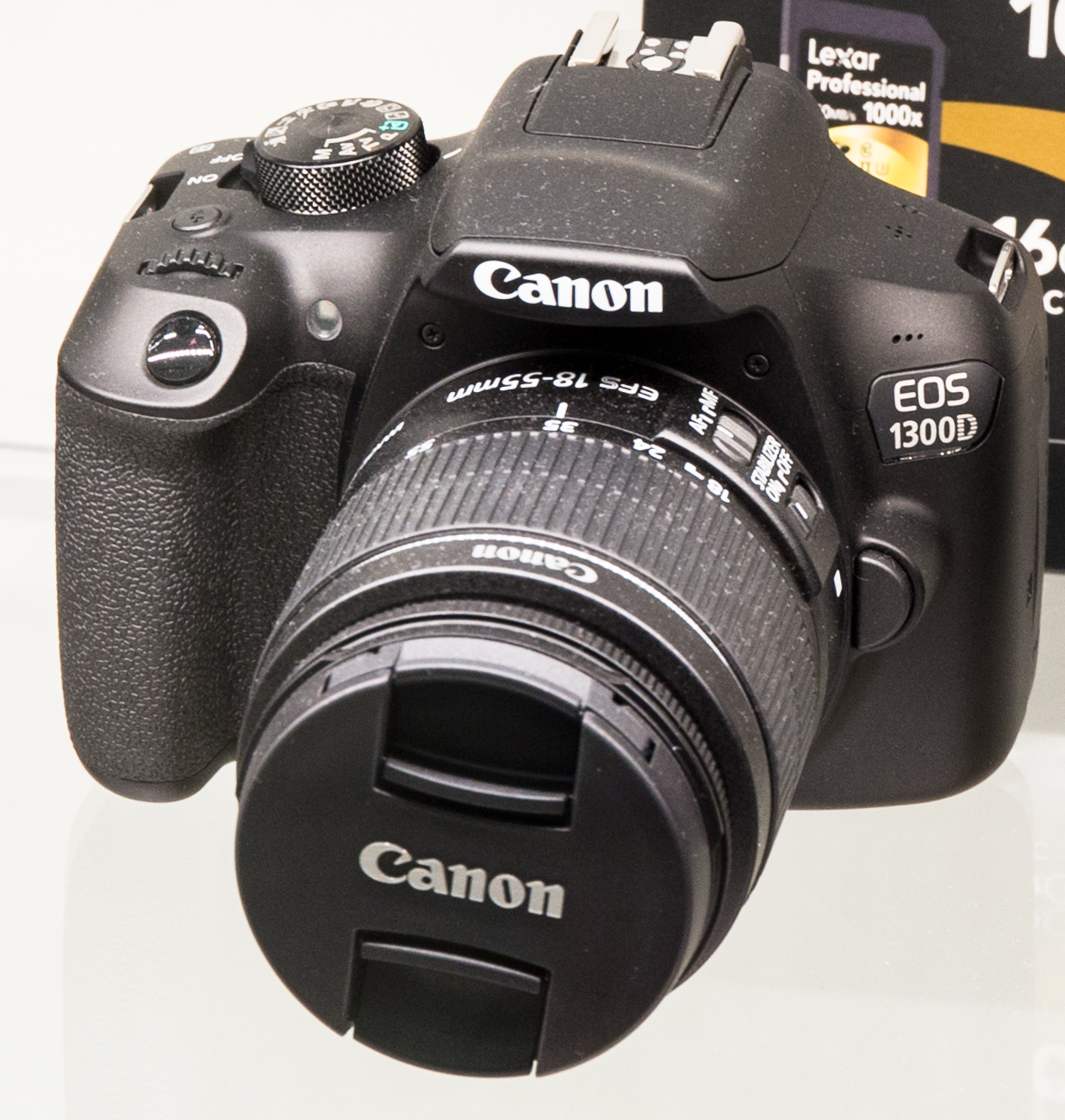
كانون 1300 دي

كانون 1300 دي هي كاميرا رقمية أنتجتها شركة كانون. متاحة في الأسواق منذ شهر أبريل من سنة 2016. ووجهتها خصيصا للمصورين للمبتدئين وهواة التصوير من الطبقة المتوسطة.
كاميرا سهلة الاستعمال وخفيفة في اليد من الممكن أن تكون في متناول الجميع لأن سعرها رخيص وتسمى أيضا EOS Rebel T6.

## مميزات
- مستشعر : APS-C-
- معالج : DIGIC 4+
- حساسية الضوء : الأيزو من 100-6400 ويتوسع حتى 12800 H
- عدد الميجابكسل: 18MP
- التصوير المستمر: تلتقط الكاميرا 3 صور بالثانية الواحدة
- نظام التركيز : 9 نقاط
- شاشة الكاميرا : حجمها 3 بوصات وبدقة 920,000 بيكسل
- تصوير الفيديو : 1.920×1.080 , 1.280×720 , 640×480
- يوجد بالكاميرا تقنية الإتصال عبر شكبة الواي فاي wifi مع جميع اجهزة ال Android , Apple

1. ↑   https://www.canon.es/for_home/product_finder/cameras/digital_slr/eos_1300d/specification.html. {{استشهاد ويب}}: |url= بحاجة لعنوان (مساعدة) والوسيط |title= غير موجود أو فارغ (من ويكي بيانات) (مساعدة)